# Louis Michel Thibault

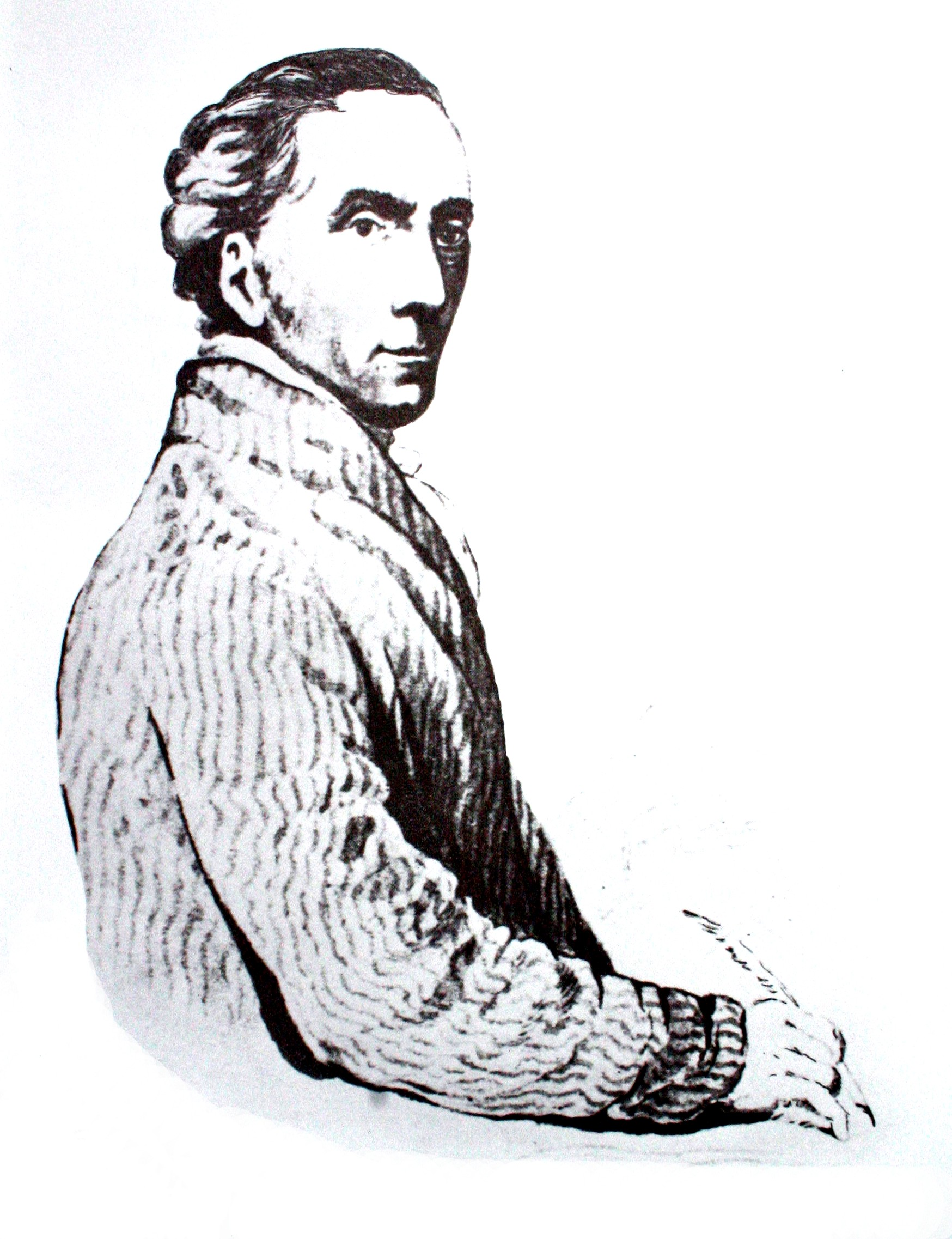
Louis Michel Thibault nach einer Zeichnung von Anne Barnard (1750–1825)

Louis Michel Thibault (* 29. September 1750 in Picquigny; † 3. November 1815 in Kapstadt) war ein aus Frankreich stammender Architekt in der Kapkolonie. Er entwarf zahlreiche öffentliche Gebäude in Kapstadt und anderen Orten der Kolonie.

## Leben
Sein Geburtsort ist bisher nicht sicher belegt. Es werden sowohl Picquigny bei Amiens als auch Paris angegeben. In Paris wurde er getauft. Die erste Ausbildung absolvierte Thibault an der Académie royale d’architecture in Paris. Hier studierte er u. a. bei Ange-Jacques Gabriel, der ein Vertreter des französischen Klassizismus war. Danach erwarb er ab 1781 im Dienste des Corps des ponts et des chaussées de France (deutsch etwa: „Ingenieurkorps der Brücken und Landstraßen Frankreichs“) weitere Kenntnisse auf dem Gebiet des Militäringenieurwesens unter Oberst Charles-Daniel de Meuron.
Als er seine Ausbildung beendet hatte, fand Thibault 1783 eine Anstellung bei der Niederländischen Ostindien-Kompanie (VOC) in der Gruppe ihrer Ingenieure. Er kam dadurch in die damals noch niederländisch beherrschte Kapkolonie. Hier erwarb er sich bedeutendes Ansehen und stieg zum Chefarchitekt (Chief Architect) am Kap auf. Dabei gelang es ihm, die ambitionierten Bauvorhaben des Gouverneurs (1784–1791) Cornelis Jacob van de Graeff umzusetzen.
Nach der Machtübernahme der Briten in der Kapkolonie behielt Thibault sein Amt als Chief Architect and Inspector of Buildings.
Im Jahre 1811 übernahm er die Funktion des Government Surveyor (deutsche etwa: „Regierungsvermesser“ in leitender Rolle), worin er unermüdlich bei jeder Wetterlage tätig war. Er starb in der Wintersaison des Jahres 1815 und wurde in Kapstadt auf dem Woltemade Cemetery begraben.

## Arbeiten in der Kapkolonie

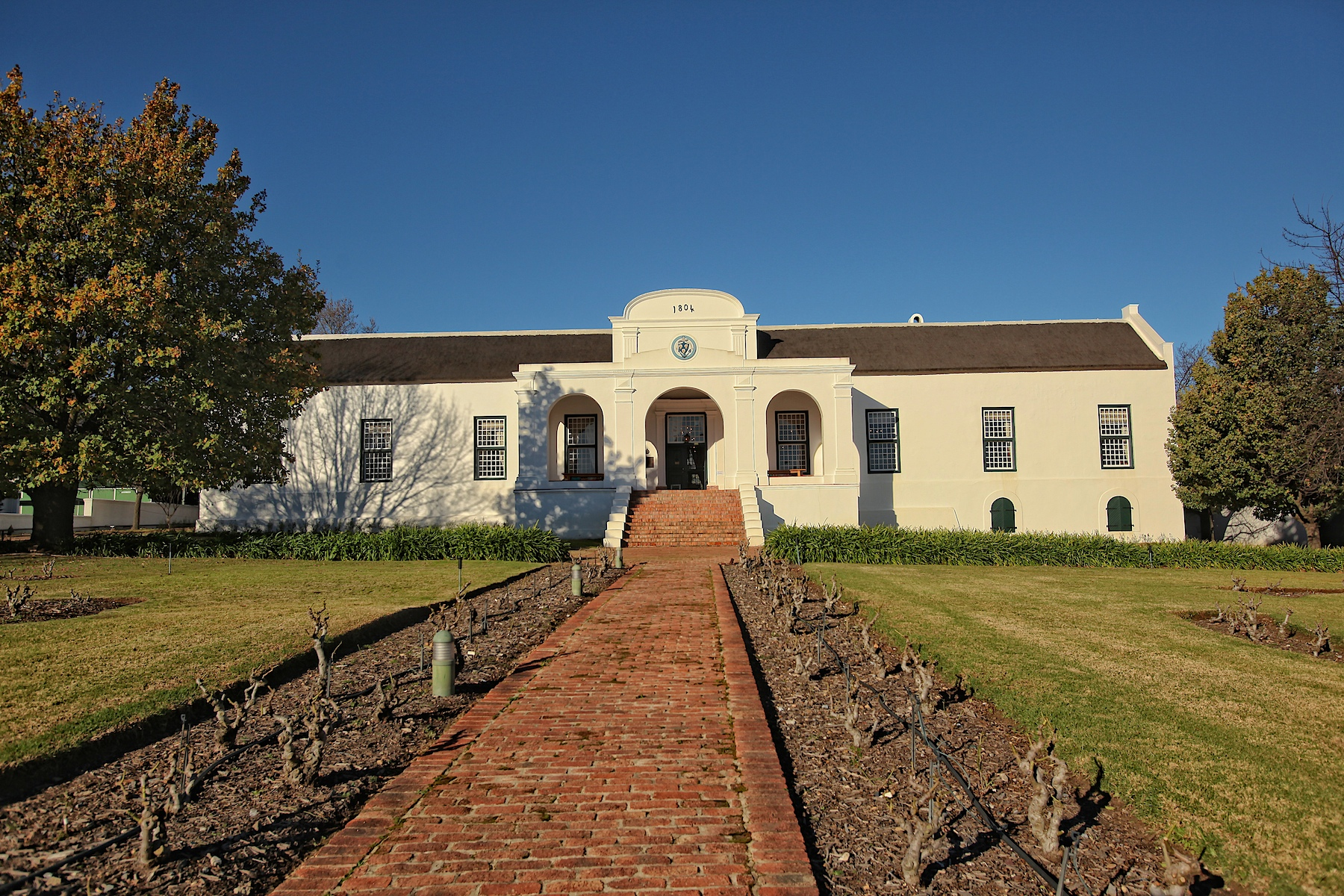
Landverwalterhaus (Drostdy) in Tulbagh

- Old Supreme Court in Kapstadt, wesentliche Umbauten der ehemaligen Slaven Loge zusammen mit Herman Schutte (1761–1844)[4] seit 1810 zum Gerichtsgebäude,[2]
- Innenbereiche des Forts von Kapstadt,[2]
- Gebäude am Caledon Square in Kapstadt,[2]
- Customs House, Buitenkant Street in Kapstadt,[5]
- Good Hope Masonic and Banqueting Hall in Kapstadt,[6]
- Koopmans-de Wet House in Kapstadt,[1]
- die Drostdy von Tulbagh,[2]
- De Wet House in Tulbagh,[1]
- Farm Klapmuts bei Stellenbosch,[7]
- die Drostdy in Uitenhage,[8]
- Weingüter mit Weinkeller auf Groot Constantia, Uitkyk und Vredenhof.[1]